# 尔朱先生
尔朱先生，五代人。复姓尔朱，生平不详。“蜀之八仙”之一。一天，一个异人给了他一药丸，尔朱想马上服下去，异人对他说：你要是今天服下去，就会死，要看见浮石才能服，那样才能得道成仙。从此以后，尔朱看见石头就投入水中，看石头是否会浮起来。别人都认为他疯狂了。但他却坚定信心，直到有一天他在涪江上遇见一个姓石的船翁，他豁然醒悟异人的“浮石”（“涪石”）之说，他立刻将药丸服下，就得道成仙了。《重修涪州志》中有尔朱先生《还丹歌》。